# Schendyla verneri
Schendyla verneri är en mångfotingart som först beskrevs av Folkmanova och Dobroruka 1960.  Schendyla verneri ingår i släktet Schendyla och familjen småjordkrypare.
Artens utbredningsområde är Ukraina. Inga underarter finns listade i Catalogue of Life.